# Kolbovce
Kolbovce é um município da Eslováquia, situado no distrito de Stropkov, na região de Prešov. Tem 9,43 km² de área e sua população em 2018 foi estimada em 188 habitantes.

## Demografia
| Ano:        | 1994 | 2004    | 2014    | 2024   |
| ----------- | ---- | ------- | ------- | ------ |
| Broj ljudi: | 143  | 176     | 199     | 185    |
| Razlika:    |      | +23,07% | +13,06% | -7,03% |

| Ano:               | 2023 | 2024   |
| ------------------ | ---- | ------ |
| Número de pessoas: | 188  | 185    |
| Diferença:         |      | -1,59% |